# Natalja Romanowna Makarowa

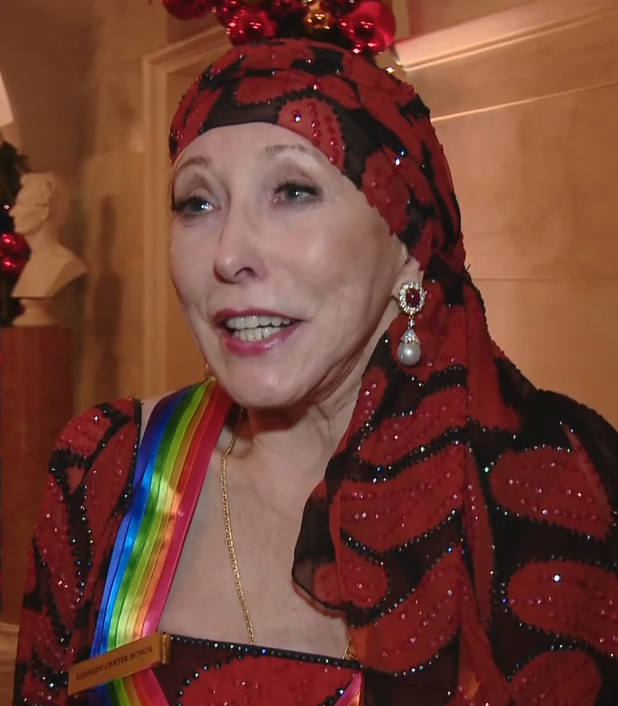
Makarowa im Jahr 2012

Natalija Romanowna Makarowa (russisch Наталия Романовна Макарова; * 21. Oktober 1940 in Leningrad) ist eine weltberühmte russische Balletttänzerin.

## Leben
Makarowa erhielt ihre tänzerische Ausbildung auf der Waganowa-Ballettakademie. Von 1959 bis 1970 gehörte sie zum Ensemble des Kirow-Balletts. 1969 wurde sie zur Verdienten Künstlerin der RSFSR ernannt.
1970 kehrte sie nicht in die Sowjetunion zurück, sondern ersuchte während eines Gastspiels ihrer Compagnie in London um politisches Asyl. Im westlichen Ausland tanzte sie beim American Ballet Theatre in New York sowie beim Londoner Royal Ballet. Makarowa wurde vor allem durch ihre Auftritte in großen Ballettklassikern wie Giselle oder Schwanensee bekannt. 1980 wurde die von ihr geleitete Aufführung von La Bayadère gefeiert. Ihr Debüt am New Yorker Broadway gab Makarowa 1983 mit der Wiederaufnahme des Musicals On Your Toes, was ihr den Tony Award als Beste Hauptdarstellerin in einem Musical einbrachte. Für ihre Darbietung von On Your Toes an britischen Bühnen erhielt sie 1985 den Laurence Olivier Award.
1989 kehrte Makarowa nach Leningrad zurück und beendete beim Kirow-Ballett im Alter von 50 Jahren ihre Karriere.
2012 erhielt sie im Rahmen der alljährlichen Kennedy Center Auszeichnungen den Kennedy-Preis für ihren Lebenswerk.